# Force de vente
 (11 juillet 2020).
Selon Brassart et Panazol, la force de vente est, avec les services de l'administration commerciale, l'une des composantes majeures de l'équipe commerciale d'une organisation.
Elle est chargée de l'action commerciale auprès des prospects et des clients avec lesquels elle se trouve en contact direct.
On distingue souvent :
- force de vente sédentaire (ou indoor) comprenant les vendeurs sédentaires (vendeurs en magasin ou restant dans les locaux de l'entreprise — cas de prestations intellectuelles) ;
- force de vente itinérante (ou outdoor) composée du personnel se déplaçant sur le terrain (représentants).

## Missions
Le rôle principal d'une force de vente est de développer le chiffre d'affaires et/ou la rentabilité de l'entreprise qui l'emploie, ainsi que sa part de marché. Cette action se déroule selon deux axes principaux d'efforts, présentés ci-dessous.

### Axe d'amélioration de la diffusion numérique
Améliorer la diffusion numérique consiste pour la force de vente à enrichir quantitativement ce que l'on appelle la « base clientèle » ou le « portefeuille des clients » de l'entreprise, en recrutant de nouveaux clients et en prévenant/empêchant la perte des clients acquis.
L'idée est motivée par :
- le constat simple qu'un nombre plus élevé de clients entraine normalement un chiffre d'affaires accru ;
- un nombre élevé de clients permet de répartir le risque-crédit ;
- un nombre élevé de clients évite à l'entreprise d'être vulnérable et dépendante d'un nombre restreint de clients grands comptes.

L'idée a deux limites.
- L'accroissement désordonné et excessif de la clientèle peut conduire à l'effet inverse de celui recherché : la dispersion et le caractère hétéroclite de la clientèle peuvent se révéler à terme porteurs de couts de gestion trop élevés.
- L'accroissement insuffisamment contrôlé d'une frange de clientèle en mauvaise santé économique ou coutumière de retard de paiements peut faire courir un risque sur l'encaissement effectif du chiffre d'affaires réalisé.

### Axe d'amélioration de la diffusion valeur
Améliorer la diffusion valeur consiste pour la force de vente à développer ou au moins maintenir les commandes ou affaires effectuées avec chaque client déjà en base (ou en portefeuille client), et ce, en volume, en valeur, en marge et en réduisant autant que possible les coûts associés.
L'idée est motivée par :
- le fait qu'il ne suffit pas pour un fournisseur de vendre quelques produits à un client pour considérer que ce client est devenu un partenaire stable et durable ;
- le constat que la prospection de nouveaux clients peut sur certains marchés être plus hasardeuse sinon plus coûteuse que l'accroissement des relations commerciales avec les clients existants ;
- l'idée selon laquelle dans les périodes de faible conjoncture économique, il parait plus efficace et réaliste de consolider et de fidéliser sa base de clientèle acquise et d'y défendre ses volumes et ses marges, plutôt que d'entreprendre des actions de conquête qui bien souvent dégénèrent en guerre des prix, sans finalement amener les résultats de conquête espérés.

L'idée a deux limites.
- Le fait de raisonner sur la seule base clientèle existante peut constituer une démarche payante à court terme, mais dangereuse à terme. En matière de clientèle, rien n'est figé, tout évolue : rien ne garantit que l'actuelle sélection de clientèle (excellente aujourd'hui) ne se révèle contre-productive à terme. Le portefeuille et le potentiel des clients doit être surveillé et périodiquement réactualisé.
- La part de marché d'un fournisseur chez un client est rarement illimitée : les bons acheteurs font en sorte de maintenir un minimum de pluralité dans leurs approvisionnements.

## Rôles et tâches
- Détection de la clientèle potentielle et sa prospection
- Vente et négociation
- Suivi et fidélisation de la base clientèle (clientèle acquise)
- Assistance (rôle de conseil auprès des distributeurs et ou des utilisateurs des produits/services)
- Information (circulation descendante et ascendante de l'information nécessaire et suffisante)
- Rentabilité (contrôle et le cas échéant intervention pour la préservation et si possible l'amélioration des marges commerciales)

## Organisation

### Articulation entre force de vente interne et externe
- La force de vente interne comprend des personnes salariées, dirigées et contrôlées par l'organisation.
- La force de vente externe comprend des personnes physiques et morales qui sont liées à l'organisation dans le cadre de relations d'affaires.
Ces ressources externes (généralement liées par un contrat en vue d'une prestation à caractère commercial) peuvent être : agent commercial, commissionnaire, courtier, ou membre d'une organisation tierce jouant le rôle de force de vente supplétive (démonstrateurs, promoteurs…).

Trouver une force de vente externalisée est devenu une nécessité pour les entreprises de petite taille comme pour certains groupes qui mettent en place des réseaux de ventes indirectes. Certaines sociétés vont jusqu'à externaliser leur direction commerciale auprès de partenaires commerciaux spécialistes.

### Encadrement
La structure de l'encadrement est très variable d'une organisation à l'autre. On retrouve fréquemment les postes suivants :
- Directeur commercial, ou chef des ventes, ou directeur marketing-vente
- Directeur régional ou chef des ventes régional
- Manager d'une équipe de vente
- Chef de secteur

### Organisation sur le terrain
Les postes présents dans une force de vente sont également très divers. On peut citer :
- Responsable grand compte ou compte-clé
- Délégué commercial
- Ingénieur commercial ou Ingénieur d'affaires
- Représentant statutaire (vendeur représentant placier ou VRP)
- Merchandiseur (ou marchandiseur)
- Promoteur des ventes
- Prospecteur
- Preneur d'ordres

### Structuration
- Organisation par segment de clientèle
- Organisation par marché
- Organisation géographique
- Organisation par Produit, Ligne ou groupe de produits
- Organisation par Site logistique ou site de production

## Contrôle
Dans la gestion de la force de vente, il est nécessaire de recruter, former et motiver ses équipes de vendeurs, d'animateurs ou de promoteurs. Le manager doit également contrôler ses équipes commerciales, c'est ce que l'on appelle le pilotage de la force de vente. Par souci de stratégie, certaines entreprises décident d'externaliser leur force de vente et confient la gestion de leurs équipes commerciales à un prestataire externe. On parle alors d'externalisation ou outsourcing commercial.